# Bowers Gifford
Bowers Gifford is een plaats in het Engelse graafschap Essex. Het maakt deel uit van de civil parish Bowers Gifford and North Benfleet. De aan Margaretha van Antiochië gewijde dorpskerk, die grotendeels uit de zestiende eeuw stamt, staat op de Britse monumentenlijst.